# Viserbella
Viserbella ist ein italienischer Touristenort (frazione) in der Gemeinde Rimini an der Adria in der Region Emilia-Romagna. Unmittelbar am Strand der Adria liegt der Ort etwa nur drei Meter über dem Meeresspiegel. Viserbella grenzt direkt an die Fraktion Viserba (SO) und ist etwa fünf Kilometer vom im Südosten gelegenen Stadtzentrum der Provinzhauptstadt Rimini entfernt.